# Kristallkönigin
Die Kristallkönigin ist ein Fahrgast-Motorschiff auf der Donau und konzipiert als Tagesausflugsschiff im Linienverkehr und für Themenfahrten. Das Schiff wird von der Donau-Schiffahrts-Gesellschaft Wurm + Noé betrieben. Es verfügt über 600 Plätze.

## Geschichte
Das Schiff wurde unter der Baunummer 197 auf der Lux-Werft in Niederkassel-Mondorf am Rhein gebaut. Es ist seit November 2011 in Regensburg beheimatet und war das erste Schiff der so genannten Kristallflotte in Regensburg. Zur Kristallflotte von Wurm + Noé gehören das Kristallschiff mit Heimathafen Passau und seit 2012 auch die Kristallprinzessin in Regensburg. Die gemeinsame Taufe von Kristallkönigin und Kristallprinzessin wurde am 11. Juli 2012 von Karin Seehofer, der Gattin des bayerischen Ministerpräsidenten, in Regensburg vorgenommen.

## Besonderheiten
Im Innenraum wurden mehr als eine Million Kristallelemente der Firma Swarovski in Lüstern, Treppen, Bar und anderen Bauteilen verwendet.